# Filipovski
Filipovski je priimek več oseb:
- Mihail Sergejevič Filipovski, sovjetski general
- Sašo Filipovski, slovenski košarkarski trener
- Filip Filipovski, makedonski nogometaš